# Xã Meramec, Quận Franklin, Missouri
Xã Meramec (tiếng Anh: Meramec Township) là một xã thuộc quận Franklin, tiểu bang Missouri, Hoa Kỳ. Năm 2010, dân số của xã này là 9.382 người.